# Frühbyzantinisches Kontrollstempelsystem
Das Frühbyzantinische Kontrollstempelsystem war im Byzantinischen Reich ein Verfahren zur Prüfung und Kennzeichnung des Silbergehaltes verschiedener Gegenstände.

## Verfahren
Insgesamt wurden auf den einzelnen Schmuck- und Gebrauchsgegenständen bis zu fünf verschiedene Stempel angebracht. Nach Anfertigung der Silberwaren wurden diese zentral in Konstantinopel von den dazu bestimmten Regierungsbeamten kontrolliert. Die Anbringung der Silberstempel erfolgte anschließend mittels einer Punze. Über die Datierung der Kontrollstempel ist also nur eine ungefähre Angabe zum Zeitpunkt der Herstellung eines aufgefundenen Artefaktes möglich.
Die ersten verwendeten Stempel stammen aus Regierungszeit von Kaiser Anastasios I. (491–518) und werden „Imperial“ genannt. Auf allen bislang bekannt gewordenen Gegenständen dieser Zeit sind jeweils nur vier Stempel angebracht, wobei mindestens eine der Standardformen wiederholt wird. Ab der Zeit Justinians I. (527–565) beträgt die Zahl der Stempel bei gefundenen Silberschätzen stets fünf.

## Die einzelnen Stempel
Es sind fünf Stempel nachweisbar, die von verschiedenen Beamten eingesetzt wurden und sich in drei Kategorien unterteilen lassen:
- Der runde Stempel

Das Stempelbild enthält die Büste des jeweils regierenden Kaisers und (seit Justinian I.) eine griechische Inschrift, die meist den Personennamen, gelegentlich auch den Titel des Beamten wiedergibt, der den Stempel führte.
- Der quadratische und der sechseckige Stempel

Beide sind in ihrer Art ähnlich und enthalten zumeist dasselbe Kaisermonogramm. Sie weisen jedoch stets unterschiedliche Namens- und Titelinschriften auf und gehörten also zwei wohl gleichrangigen Beamten, die jedoch nicht in jedem Fall dasselbe Kaisermonogramm führten.
- Der hochrechteckige Stempel mit bogenförmigem Abschluss und der kreuzförmige Stempel

Der bogen- und der kreuzförmige Stempel gehören zusammen und liefern wertvolle Datierungskriterien für eine engere zeitliche Eingrenzung der Artefakte.
Der bogenförmige Stempel enthält stets eine Büste, die mit der Kaiserbüste des runden Stempels identisch ist. Unter der Büste erscheint das sogenannte Sekundärmonogramm und seitlich davon Namens- oder Titelinschriften des Stempelinhabers.
Der kreuzförmige Stempel setzt erst in der Zeit Justinians I. ein und zeigt nur das Sekundärmonogramm und den Namen oder Titel des Stempelinhabers. Das Sekundärmonogramm stimmt in der Regel mit dem des bogenförmigen Stempels überein.

## Stempelführende
Der Inhaber des runden Stempels war offenbar einer der höchsten Würdenträger des Reiches, denn er führte das Kaiserportrait. Die Inhaber des sechseckigen und des quadratischen Stempels führten in der Regel dasselbe Kaisermonogramm, sie waren also von ähnlichem Rang. Die zwei Beamten der letzten Gruppe führten beide das Monogramm des amtierenden comes sacrarum largitionum also des für die Einnahmen und Ausgaben des Staates Verantwortlichen. Doch da der Inhaber des bogenförmigen Stempels zusätzlich das Kaiserportrait gebrauchen durfte, war er der ranghöhere. Er war also sowohl dem comes sacrarum largitionum als auch (wie der Inhaber des Rundstempels) dem Kaiser selbst verantwortlich. Der Inhaber des kreuzförmigen Stempels führte nur das Sekundärmonogramm des jeweils amtierenden comes sacrarum largitionum.